# Jagdausübungsrecht
Das Jagdausübungsrecht umfasst im Jagdwesen in Deutschland nach § 3 Abs. 3 Bundesjagdgesetz die gesetzliche Befugnis des Jagdausübungsberechtigten zur Ausübung der Jagd.

## Anbindung an Grundeigentum

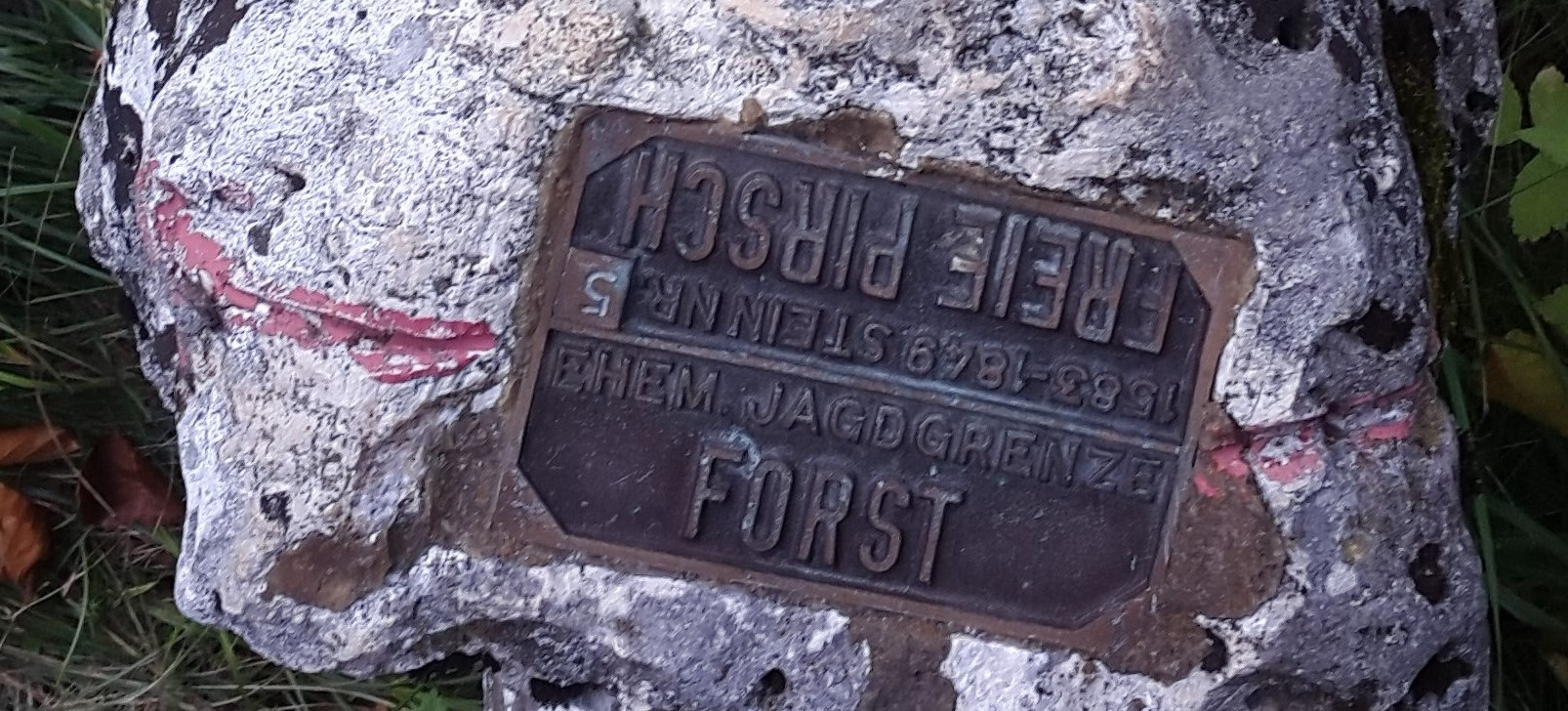
Ehemalige Jagdgrenze auf dem Raichberg

Das Jagdausübungsrecht steht grundsätzlich den Grundeigentümern zu. Ein Grundeigentümer mit einem zusammenhängenden Grundbesitz von mindestens 75 ha kann nach Erlangen eines Jagdscheins entweder in seinem Eigenjagdbezirk selbst die Jagd ausüben oder sie einem anderen Jäger überlassen. Grundbesitzer einer Gemeinde, die diese Mindestgröße nicht erreichen, bilden mit ihrem gemeinsamen Grund eine Jagdgenossenschaft und haben rechtlich gemeinsam das Jagdausübungsrecht. Im Regelfall verpachten sie ihren so entstandenen gemeinschaftlichen Jagdbezirk an einen pachtfähigen Jäger oder stellen einen Jäger ein, der für sie die Jagd ausübt.

## Voraussetzung
Das Jagdausübungsrecht unterscheidet sich also im engeren Sinne von der eigentlichen Jagdausübung. Diese setzt lediglich einen gültigen Jagdschein voraus und ist an eine Jagdfläche gebunden.